# بخش ماتورا
بخش ماتورا (به انگلیسی: Mathura district) یک منطقهٔ مسکونی در هند است که در Agra division واقع شده‌است. بخش ماتورا ۳٬۳۴۰ کیلومتر مربع مساحت و ۲٬۵۴۷٬۱۸۴ نفر جمعیت دارد.